# Giovanni Botero

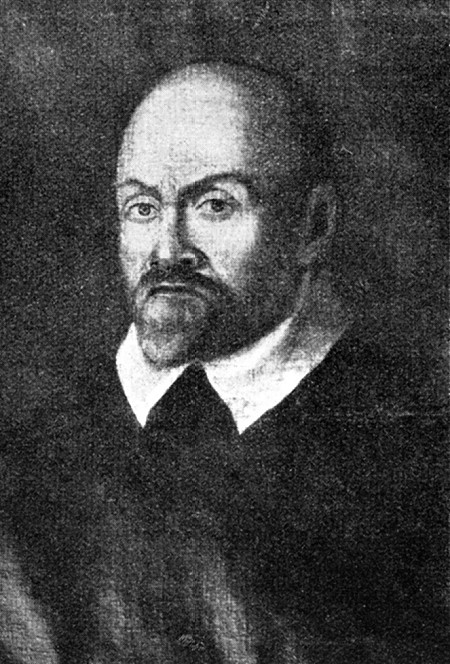
Giovanni Botero

Giovanni Botero (* um 1544 in Bene Vagienna im Piemont; † 1617 in Turin) war ein italienischer politischer Schriftsteller, Priester, Dichter und Diplomat in der Renaissance.

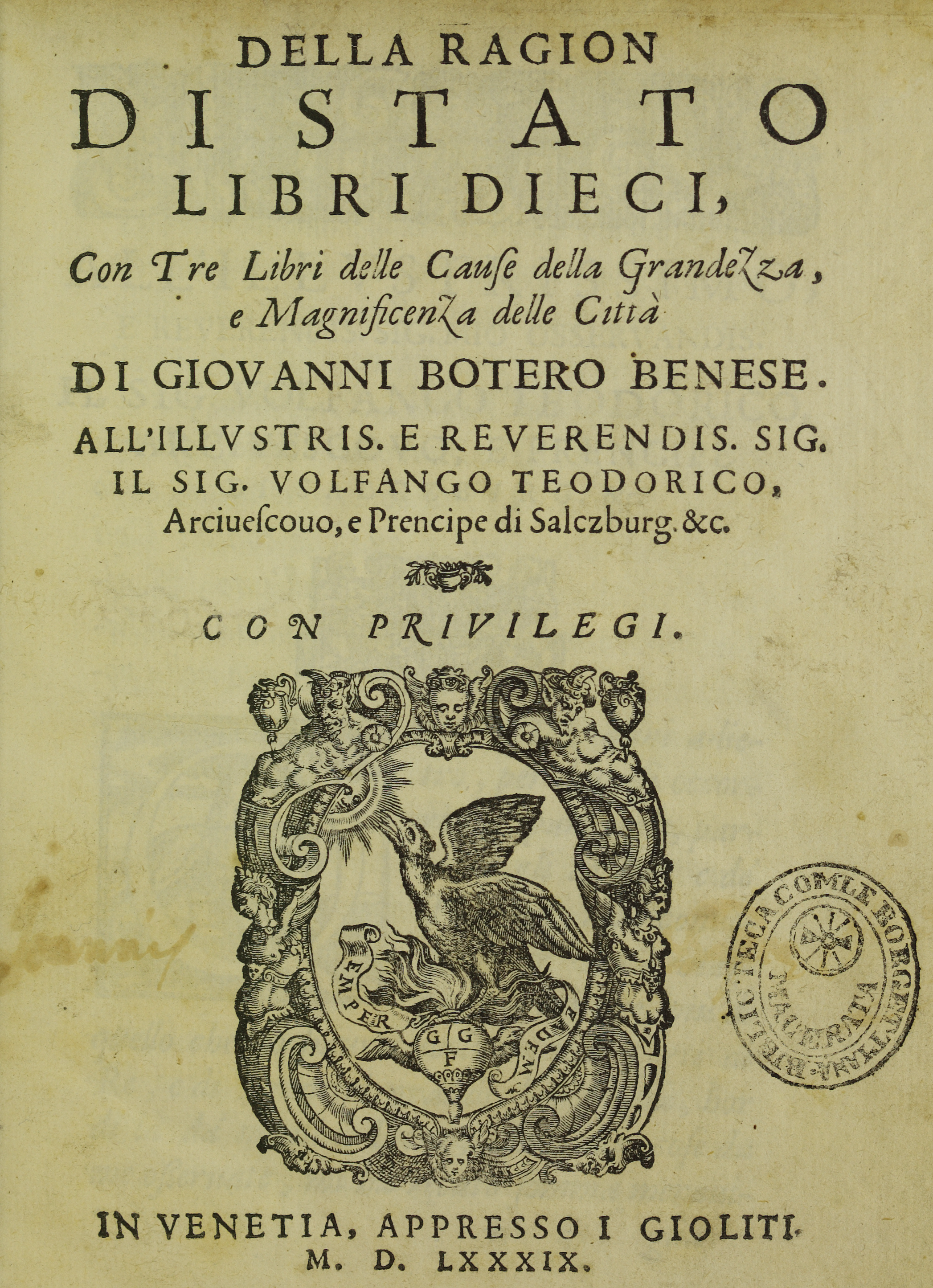
Della ragion di stato, 1589

## Leben
Er wurde im Piemont geboren, von den Jesuiten erzogen. Im Alter von 15 Jahren trat er in das Kolleg des Ordens in Palermo ein und wechselte im Folgejahr als Novize an das Kolleg in Rom. Später unterrichtete er selbst in den Kollegien. Von 1567 an befand er sich für zwei Jahre in Paris. 1572 wurde er Jesuit und 1579 wieder aus dem Orden entlassen, nachdem er in einer Predigt die weltliche Macht des Papstes kritisiert hatte. Er fand jedoch die Unterstützung des Erzbischofs Carlo Borromeo, dessen Sekretär er 1582 wurde. Nach dessen Tod war Botero von 1585 an im Auftrag von Karl Emanuel I. von Savoyen als Diplomat in Paris tätig. 1586 war er als Berater von Kardinal Federico Borromeo erneut in Rom, wo er im folgenden Jahr auch als Berater der Kongregation für die Glaubenslehre fungierte. Während Boteros römischer Zeit bis 1595 erschienen die meisten seiner bedeutenden Schriften. 1598 wurde Botero Lehrer der drei Söhne des Herzogs von Savoyen und reiste mit ihm nach Spanien. Nach einem Zerwürfnis mit Karl Emanuel zog er sich 1613 weitgehend aus dem öffentlichen Leben zurück.
Sein Hauptwerk Della Ragion di stato libri dieci erschien 1589 in Venedig. Er wies darin Niccolò Machiavellis Ansichten über die politische Moral zurück und trat für einen Staat ein, der auf christliche Prinzipien aufgebaut sein sollte. Dennoch hielt auch er die „Staatsräson“ für einen Zweck, der die Mittel heiligt. Relationi universali (1596) enthält historischer Beschreibungen und interessantes über die Bevölkerung der gesamten damals bekannten Welt. Cause della grandezza e magnificenza della città (1589) behandelte die Ursachen für das Wachstum der Städte.

## Werke (Auswahl)
- Della ragion di stato, Venezia, Giovanni Giolito de Ferrari, Giovanni Paolo Giolito de Ferrari, 1589.
- Delle cause della grandezza e magnificenza delle città, 1588
- Relazioni Universali, 1591–1618 (neu herausgegeben mit Ergänzungen und Korrekturen bis zur Auflage von 1618)
- I Capitani, Giovan Domenico Tarino, Torino, 1607